# Palais de justice du comté de Charlotte
Le palais de justice du comté de Charlotte est un palais de justice du Comté de Charlotte (Nouveau-Brunswick), situé à Saint-Andrews.
Il a été construit en 1839. Il a été désigné lieu historique national en 1981 et reconnu lieu du patrimoine provincial en 1997,.